# R407C

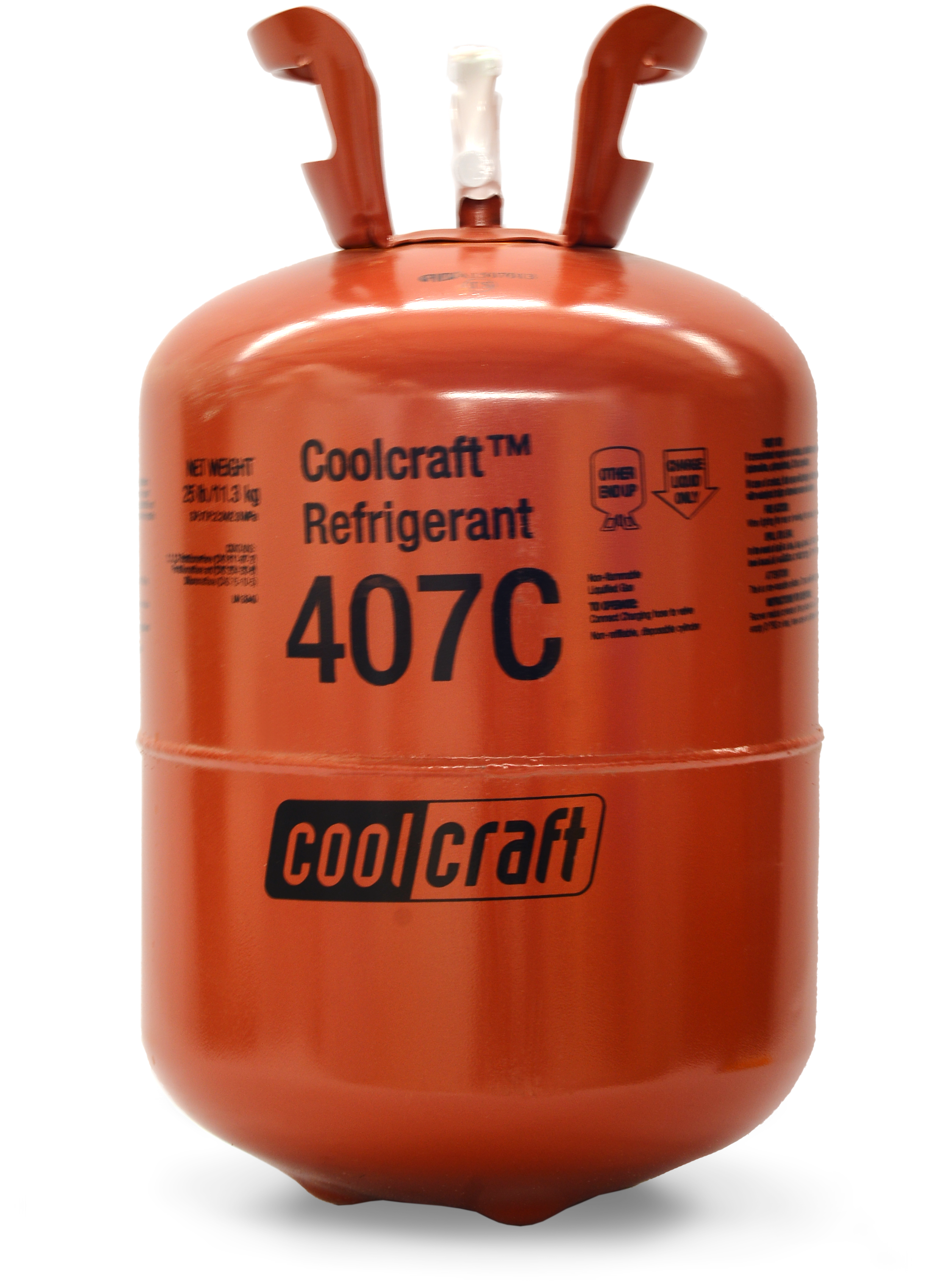
Bombona de R407C

R407C (Meforex M-95) es la denominación del gas refrigerante (en realidad mezcla de tres gases) que sustituye al R22. Es una mezcla ternaria no azeotrópica compuesta de R32 (23 %), R125 (25 %) y R134a (52 %). Químicamente es estable, tiene buenas propiedades termodinámicas, bajo impacto ambiental y muy baja toxicidad.
A pesar de que uno de sus componentes, el R32 es inflamable, la composición global de la mezcla ha sido formulada para que el producto no sea inflamable en situaciones en que se puede producir fraccionamiento de la mezcla.
El R407C tiene un deslizamiento de temperatura (Glide) de 7,4 °C y su punto de ebullición a -43,9 °C a presión atmosférica.
Es el sustituto definitivo del R22, principalmente en el sector del aire acondicionado (temperaturas de evaporación superiores a -10 °C). En estas situaciones su comportamiento es muy parecido al del R22.
Por ser una mezcla no azeotrópica y en evitación (impide) del fraccionamiento del gas, la carga de los equipos ha de ser en forma líquida.
El R407C no es miscible con aceites minerales, así han de utilizarse aceites poliolésteres (POE) en la lubricación de la bomba y los circuitos de refrigeración.
- Datos: Q3415004
- Multimedia: R-407C / Q3415004